# Mała Komorza
Mała Komorza is een plaats in het Poolse district  Tucholski, woiwodschap Koejavië-Pommeren. De plaats maakt deel uit van de gemeente Tuchola en telt 100 inwoners.